# Myśliki
Myśliki – wieś w Polsce położona w województwie warmińsko-mazurskim, w powiecie piskim, w gminie Biała Piska. W latach 1975–1998 miejscowość administracyjnie należała do województwa suwalskiego.
Wieś powstała w ramach kolonizacji Wielkiej Puszczy. Wcześniej był to obszar Galindii. Wieś ziemiańska, dobra służebne w posiadaniu drobnego rycerstwa (tak zwani wolni, ziemianie w język staropolskim), z obowiązkiem służby rycerskiej (zbrojnej). W XV w. wieś wymieniana w dokumentach pod nazwami: Miβlicken, Frelichy, Frelichen, Frölichen.
Osada powstała przed wojną trzynastoletnią (1454-1466). Wieś służebna lokowana przez komtura Zygfryda Flacha von Schwartzburga w 1471 r., na 12 łanach na prawie magdeburskim, z obowiązkiem jednej służby zbrojnej. Przywilej otrzymał Jakub Myślik.